# Government Alpha
Government Alpha (englisch Regierung Alpha) ist ein 1992 von Yasutoshi Yoshida gegründetes Japanoise-Projekt.

## Geschichte
Yasutoshi Yoshida gründete Government Alpha 1992 mit der Idee Musik im Stil der Gruppen Einstürzende Neubauten oder Missing Foundation zu spielen. Das Projekt benannte er nach dem Godard-Film Lemmy Caution gegen Alpha 60. Sein Eintauchen in die Noisemusik vollzog Yoshida Schrittweise. Nachdem er erste Demos produziert hatte um Mitglieder für seine geplante Band zu akquirieren, wies ihn jemand darauf hin, dass seine Demos als Noisemusik zu kategorisieren seien. Mit diesem Bewusstsein entdeckte Yoshida Interpreten wie Whitehouse, SPK und Nurse With Wound. Fasziniert von diesen und ähnlichen Gruppen begann er, sich intensiver mit der Szene auseinanderzusetzen und entdeckte eine einfache Zugänglichkeit zur Noisemusik, was ihn dazu brachte, selbst in diesem Genre aktiv zu werden. Mit diesem Impuls produzierte er anfänglich konventionellen Post-Industrial ohne die später bestimmenden Einflüsse des Harsh Noise. Interpreten wie Hijokaidan oder Incapacitants erschienen ihm eher fremd und unverständlich. Das traditionellere Frühwerk kompilierte er später in dem Boxset Resolution Of Remembrance von Pica Disk. Der Wendepunkt hin zum Harsh Noise kam, als er die Gelegenheit hatte, einen Auftritt der Gruppe Incapacitants zu besuchen. Die Kraft der Performance inspirierte ihn, Musik zu schaffen, die noch intensiver war als das, was er zuvor gemacht hatte. Es dauerte mehrere Jahre, bis er einen eigenen Stil entwickelte, der später als typisch für Government Alpha bekannt wurde und Einfluss auf Genre wie Harsh Noise Wall nahm. Seither veröffentlichte Government Alpha eine große Anzahl unterschiedlicher Tonträger. Ein Großteil erschien auf seinem eigenen Label Xerxes.
Weitere Veröffentlichungen von Government Alpha erschienen allerdings auch über bekannte Unternehmen des Noise und Industrial wie Bizarre Audio Arts, Corrosive Art Records, Loud!, Mother Savage Noise Productions oder Less Than Zero. Zu den Veröffentlichungen zählen auch diverse Split- und Kollaborations-Veröffentlichungen mit anderen Interpreten des Noise, unter anderem MSBR, Macronympha, Dead Body Collection und Vomir.

## Werk und Wirkung
Das japanische Noise-Projekt ist für seine extremen und abrasiven Klänge bekannt. Die Musik ist geprägt von harschen, dissonanten Geräuschen, die oft in Form von akustischen Rückkopplungen, Zischgen, Rauschen und weiteren Krach-Elementen präsentiert werden. Die Kompositionen sind minimalistisch und bestehen aus repetitiven, zerstörerischen Klangstrukturen, die sich schnell verändern und eine chaotische Atmosphäre schaffen. Damit gilt Government Alpha als wichtiger Interpret des Japanoise und wird gelegentlich als Vorreiter des Harsh Noise Wall gehandelt.
Als Grundlage für seine Musik nutzt Yoshida eine Reihe unterschiedlicher Geräte. Als „Basisequipment“ führt er „Boss HM-3,FZ-2, DOD Buzz Box, Death Metal, Ibanez WH10 , LAL Cyber Psychic, Korg Kaoss Pad KP3 und ein Mikrophon“ an. Weitere Geräte wie ein MFB Kraftzwerg, ein iPad oder unterschiedliche Pedale kommen noch hinzu.

### Inhalt
Yoshida räumt ein, dass sich die Musik des Projektes generell einem Harsh Noise / Harsh Noise Wall zuordnen lassen solle. Dies sei die einzig dauerhafte Entscheidung hinsichtlich einer Idee zum Projekt. Ansonsten versuche er mit Government Alpha Klänge zu erzeugen, die er selbst suche, aber nicht bei anderen Interpreten entdecken konnte. Entsprechend folgt Government Alpha auch keinem inhaltlichen Konzept. Es gibt keinen thematischen Zusammenhang und keine wiederkehrenden lyrischen Themen. In einigen Veröffentlichungen nutzte Yoshida unbestimmte englische Texte. Zu späteren Veröffentlichungen und Auftritten blieb er mit programmatischen Schreiausbrüchen aktiv, allerdings ohne eine artikulierte Sprache zu nutzen. Die menschliche Stimme schaffe auch ohne lyrischen Bezug einen emotionalen Kontaktpunkt.

„Ich hab keine besonderen Themen oder Motive in der Musik, das würde dem Sound nur Grenzen setzen.“

### Performance
Dem Einfluss des Duos Incapacitants entsprechend sind auch die Auftritte von Government Alpha von spielerischer und physischer Präsenz geprägt. Auftritte in absoluter Dunkelheit zählen ebenso in das Repertoire des Projektes wie solche bei denen Yoshida seine Verzerrer und Modulatoren beschädigt. So beschreibt David Novak in seiner Genrechronik einen Government-Alpha-Auftritt in Rhode Island, bei welchem Yoshida sein laufendes Equipment zügig verknüpfte, eine Stange emporklomm, mit den Füßen voraus auf seinen eigenen Aufbau sprang, wobei die Verbindungen gekappt wurden, um den Vorgang anschließend mehrmals zu wiederholen.

## Diskografie
- 1994: Doze (Xerxes)
- 1995: Funeral Procession (Xerxes)
- 1996: Obliteration (Split mit Macronympha, Xerxes / Mother Savage Noise Productions)
- 1996: Erratic (Xerxes)
- 1996: Advisability Study (Split mit Two Assistant Deputy Ministers, Xerxes)
- 1997: The Garden Of Eternity (Less Than Zero)
- 1997: The Maternity Music (Mother Savage Noise Productions)
- 1997: Headache Chocolate (Split mit Lasse Marhaug, Xerxes)
- 1998: Ephemeral Warmth (Featuring Astro, Xerxes)
- 1998: Unnatural Disasters (Split mit Skin Crime, Xerxes)
- 1998: Snakes And Ladders (Xerxes)
- 1998: Needle Freak (Split mit Mo.Te, Uncut / Xerxes)
- 1998: Bloody Slumber Party (Extraction Records)
- 1998: Pulse (Loud!)
- 1999: Breaked Live Wires (The Mouth Label)
- 1999: The Relic (Split mit Bastard Noise, Xerxes)
- 1999: Q (Spite)
- 1999: Sehitu Na Toiki (Optics)
- 1999: Split (Split mit Moz, Verbrannte Erde)
- 1999: Drowsey Eclipse (Harbinger Sound)
- 1999: Henro Ishi (Split mit Guilty Connector, Utsu Tapes)
- 1999: Split (Split mit Comforter inc, Spirals Of Involution)
- 1999: Sporadic Spectra (Ground Fault Recordings)
- 1999: Alphaville (Segerhuva)
- 2000: Cardboard Cutouts (Split mit Expose Your Eyes, Fiend Recordings)
- 2000: Uncutuncensoredunrated (Split mit Mourmansk 150, Novaya Zemlya Production)
- 2000: Death Techno 2000 (American Tapes)
- 2000: Japanoise Action in Russia (Split mit MSBR und Notchnoi Prospect, Insofar Vapor Bulk)
- 2000: Robo Alpha 2000 (Xerxes)
- 2000: Hypereaction (Split mit Armenia, Bizarre Audio Arts)
- 2000: Government Alpha / Knurl (Split mit Knurl, M.Recordings)
- 2001: Nauseous Vacuity (Xerxes)
- 2001: Glacial Specimens (Tabula Rasa)
- 2002: Saturday Night Groove Sessions (Split mit Jazzkammer, Xerxes)
- 2003: Artificial Pomegranate (Xerxes)
- 2003: Strange Days (Xerxes)
- 2003: Radiation Snowfall (Split mit Bastard Noise, Xerxes)
- 2003: Snappish Saurel (Xerxes)
- 2005: Das Methadonprogramm (Split mit Azoikum, Multi National Disaster Records)
- 2005: Sang Noir (Split mit Cornucopia, Armenia und Other Peoples Children, Bizarre Audio Arts)
- 2005: Strange Days 2 (Scrotum Records)
- 2005: Synchronized Sleep (Abisko)
- 2005: Ignis Fatuus (Harshnoise)
- 2005: Prospective Massacre (Rape Art Productions)
- 2005: Sol Suave (Split mit Richard Ramirez, Xerxes)
- 2005: Planet Of Fluctuation (Split mir MSBR, Xerxes)
- 2006: Resurrection (Split mit Bastard Noise, Thumbprint Press / Xerxes)
- 2006: Tano Forever (Split mit MSBR und Spykes, American Tapes)
- 2006: Butterfly Effect (Dada Drumming)
- 2006: Heartstrings (Split mit Contagious Orgasm, SSSM)
- 2006: Spontaneous Combustion (L. White Records)
- 2007: Venomous Cumulus Cloud (PACrec / Troniks)
- 2007: Auditory Hallucination Of Drowsy Afternoon (Split mir PBK, Xerxes)
- 2008: Tenchusatsu (Split mit Kenji Siratori, Hypermodern)
- 2008: Dissonant Dirge (Black Arts Productions)
- 2008: Quaint Putrid Slag (Kubitsuri Tapes)
- 2008: Ohne Titel (Split mit Noiseuse und MSBR, Teito Sound Company)
- 2009: Mu-Shuku-Mono (Xerxes)
- 2009: Impregnable Storm (New Nihilism)
- 2009: Countercurrent (Split mit Torturing Nurse, Xerxes)
- 2009: Harsh Purification (Split mit An Innocent Young Throat-Cutter, Vomir und Torturing Nurse, Corrosive Art Records)
- 2009: Resolution Of Remembrance 1992-1999 (Kompilation, Pica Disk)
- 2009: Seventh Continent (Dotsmark)
- 2010: Subtle Drugs (Neon Blossom Records)
- 2010: Heterosis (Xerxes)
- 2010: Gloomy Rust (Split mit Linekraft, Xerxes)
- 2011: Somnambulant (Rainbow Bridge)
- 2011: Torturing Nurse vs Government Alpha (Split mit Torturing Nurse, Xerxes)
- 2011: Release The Kraken!! (Xerxes)
- 2011: Gradual Erosion (Banned Production)
- 2011: Power Of Corruption (Split mit Armenia, Bizarre Audio Arts)
- 2012: The Oranda Nippon Conspiracy (Grindcore Karaoke / Xerxes)
- 2012: Fragments Of Memory (Split mit Dead Body Collection, Worthless Recordings)
- 2013: Inhuman Culture Of Psychoacoustics (Split mit Halalnihil, L. White Records)
- 2013: DGTL Salvation (Fluxus Montana)
- 2016: Infinity Rubbish (Split mit Scum, Xerxes)
- 2016: Extreme Feelings (Split mit Tube Tentacles, Pure Reactive Records)
- 2017: Shedding (La Bois Records)
- 2017: Inevitable Phenomenon (Xerxes)